# Patricia Manterola
Bertha Patricia Manterola Carrión (Cidade do México, 23 de Abril de 1972) é uma atriz e cantora mexicana.
Desde pequena gostou da música e do espetáculo. Atuou em várias telenovelas.
Patricia é a segunda de três filhos na família de Maria Dolores e Jorge Carrion Manterola. O irmão mais velho é Jorge Manterola, que é apenas 10 meses e meio mais velho do que ela e Michelle, que é de 8 anos. Michelle faz aniversário no mesmo dia que Patty. Em 1999, ela se casou com Javier Ortiz, também ex-membro do grupo Garibaldi.
Paty, começou sua carreira cantando solo em 1994 e tem lançado vários discos desde então. Além de sua carreira cantando, ela também desenvolveu a sua carreira como atriz. Depois de testar a sua sorte em vários telefilms nos EUA Tem também participou em várias novelas, como Acapulco, cuerpo y alma, Apuesta por un amor & Destilando Amor na maioria delas Patrícia viveu a protagonista. Também em filmes como Mi novia está... de madre!.

## Trabalhos na TV
- 2007 - Destilando amor - Erika Robledo
- 2006 - Ugly Betty - Dançarina
- 2006 - La fea más bella - Ela mesma
- 2005 - Apuesta por un amor - Julia Montaño 'La Potra'
- 2001 - Ángeles - Adriana Vega
- 2001 - Arli$$ - Carman Caballo
- 1997 - Gente Bien - María Figueroa
- 1996 - Mujer, casos de la vida real
- 1995 - Acapulco, cuerpo y alma - Lorena
- 1991 - Alcanzar una estrella II - Martina Guzman
- 1990 - Alcanzar una estrella - Martina Guzman

### Discografia
- Hambre de Amor
- Acapulco Cuerpo y Alma
- Ninã Bonita
- Gente Bien
- Quiero Más
- Baila Mi Ritimo
- The Rytthm
- Que el ritimo no Pare
- Dejame Volar
- Castigame
- As Mis Reinas
- Ya Terminé